# 清水礼留飞
清水礼留飞（日语：／ Shimizu Reruhi，1993年12月4日—），日本男子跳台滑雪运动员。他曾代表日本参加2014年冬季奥林匹克运动会跳台滑雪比赛，获得男子团体高跳台铜牌、男子个人普通跳台第18名和男子个人高跳台第10名。